# Association sportive Cavaly
Maillots
L'AS Cavaly est un club de football basé à Léogâne en Haïti.

## Palmarès
- Championnat national (D1) : Clôture 2007
- Championnat des clubs caribéens de la CONCACAF 2021